# 國立高雄餐旅大學附屬餐旅高級中等學校
國立高雄餐旅大學附屬餐旅高級中等學校（英語：The Affiliated Hospitality Senior High School of National Kaohsiung University of Hospitality and Tourism，NKHHS），簡稱為高餐大附中，是位於臺灣高雄市小港區的一所完全中學。

## 校史
- 2004年，核定成立高雄市立餐旅國民中學籌備處，並指派高雄餐旅大學楊百世教授擔任籌備處主任，統籌各項事宜。
- 2005年，高雄市立餐旅國民中學正式成立，成為全國首創的餐旅技職國中，由高雄市政府教育局委託國立高雄餐旅大學辦理[2]。
- 2009年，因高雄市政府教育局與高雄餐旅大學合約到期，面臨成為高雄市立中山國民中學分校危機，後因多方民代努力得以將餐旅國中保留。
- 2015年，改隸改制為技術型高中「國立高雄餐旅大學附屬餐旅高級中等學校」，增設：觀光事業科、餐飲管理科及烹調技術科，並兼辦國民中學教育成為完全中學。

## 歷任校長
| 任別         | 任期                | 姓名         |              |              |
| 餐旅國中時期 | 餐旅國中時期        | 餐旅國中時期 | 餐旅國中時期 | 餐旅國中時期 |
| ------------ | ------------------- | ------------ | ------------ | ------------ |
| 1            | 2004年—2010年7月    | 楊百世       |              |              |
| 2            | 2010年8月—2015年7月 | 陳紫玲       |              |              |
| 高餐附中時期 |                     |              |              |              |
| 1            | 2015年8月—2019年7月 | 周敦懿       |              |              |
| 2            | 2019年8月—現任      | 曾河嶸       |              |              |

## 外部連結
- 國立高餐附中（页面存档备份，存于）（繁體中文）
- 高餐附中校友會（页面存档备份，存于）（繁體中文）